# Orsoc Torxitori I
Orsoc Torxitori I fou fill de Marià Salusi I al que va succeir al jutjat de Càller vers el 1058. Va morir vers el 1089. Es va casar amb Vera que encara vivia el 1090. Fou el pare de: Constantí Salusi II de Càller o Caralis, Pere (mort vers 1125), Sergi (mort vers 1125), Orsoc (mort vers 1125), Gunnari o Gonnari (esmentat entre 1089 i 1124) i Torbé (possiblement jutge usurpador de Càller –amb ajut de Pisa- mort passat el 13 de febrer de 1130).